# Crucifijo de Benvenuto Cellini

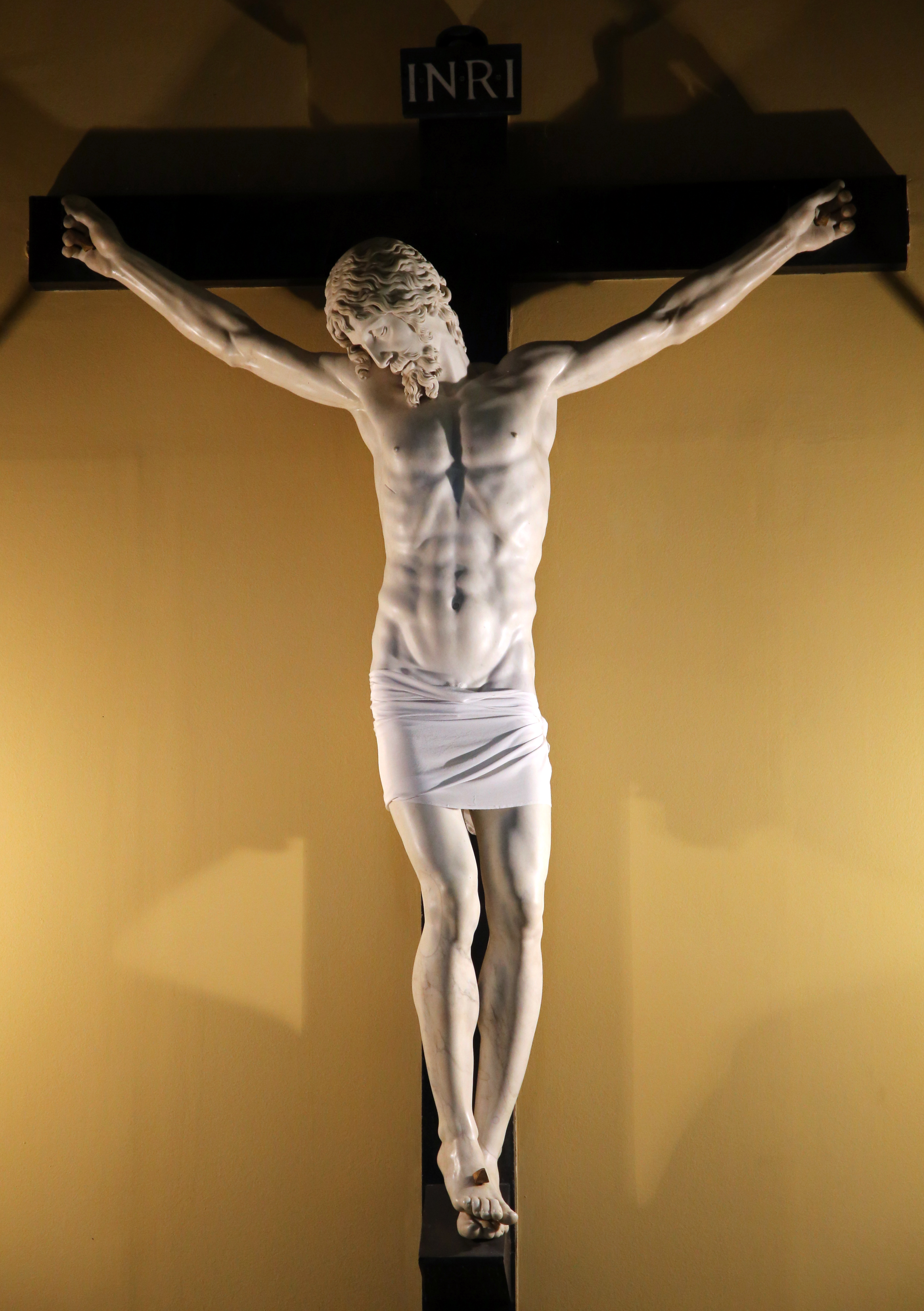
Crucifijo de Benvenuto Cellini en la Basílica de El Escorial.

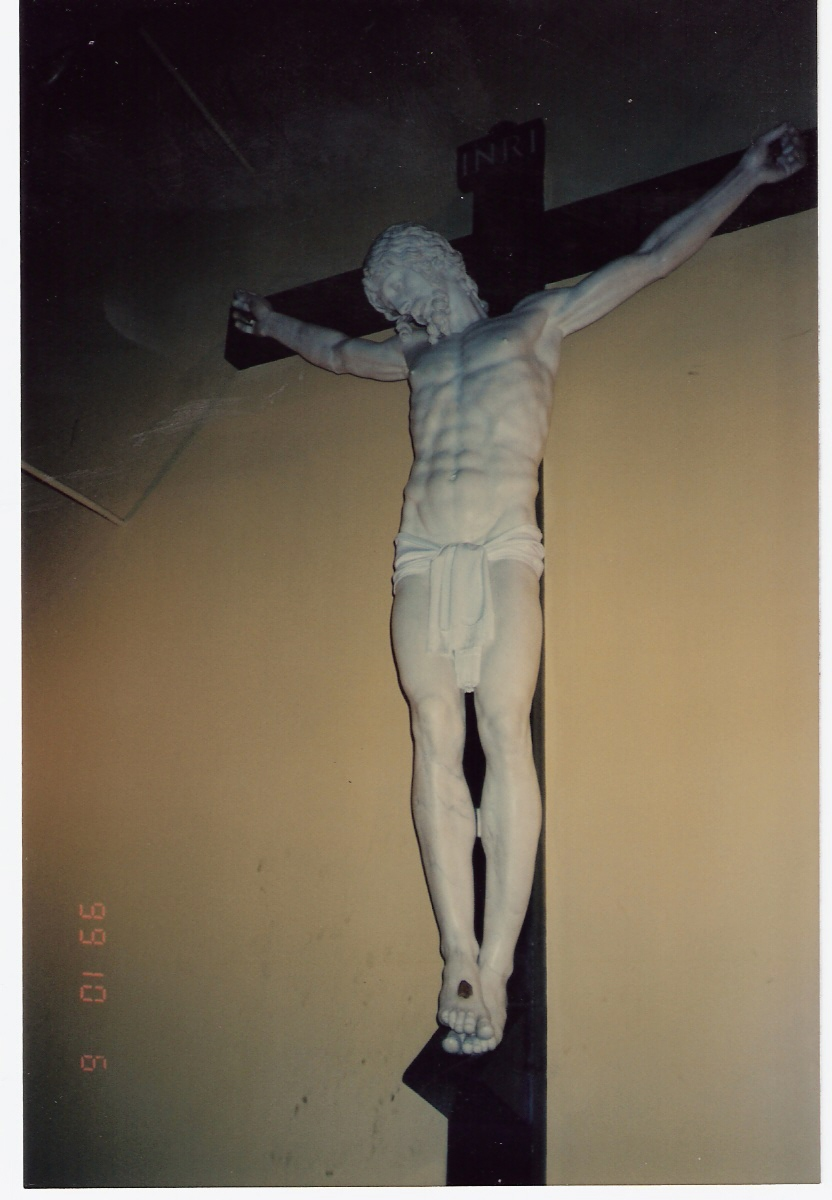
Crucifijo de Benvenuto Cellini, cubierto con un paño de pureza diferente.

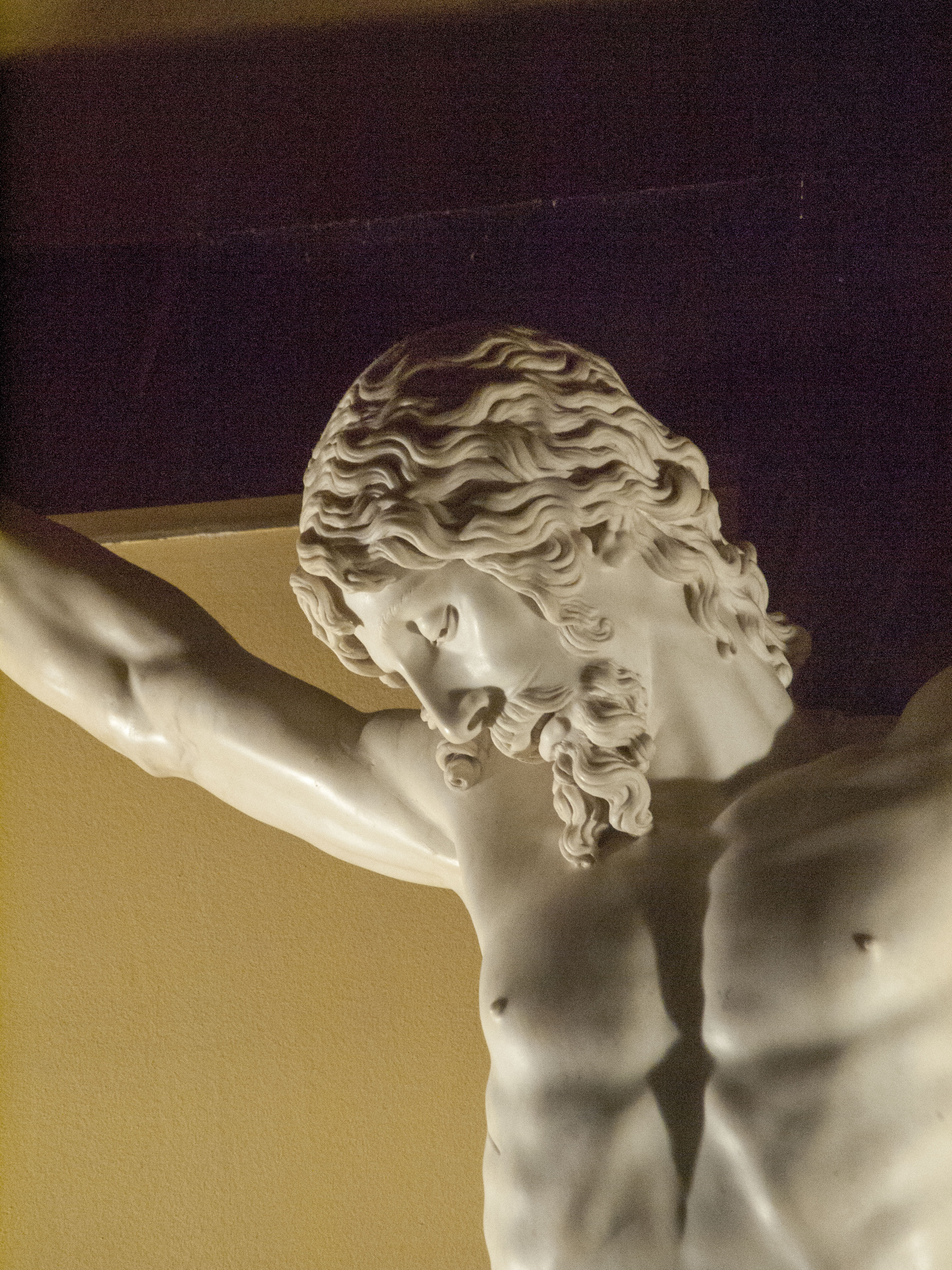
Crucifijo de Cellini. Detalle de la Cabeza

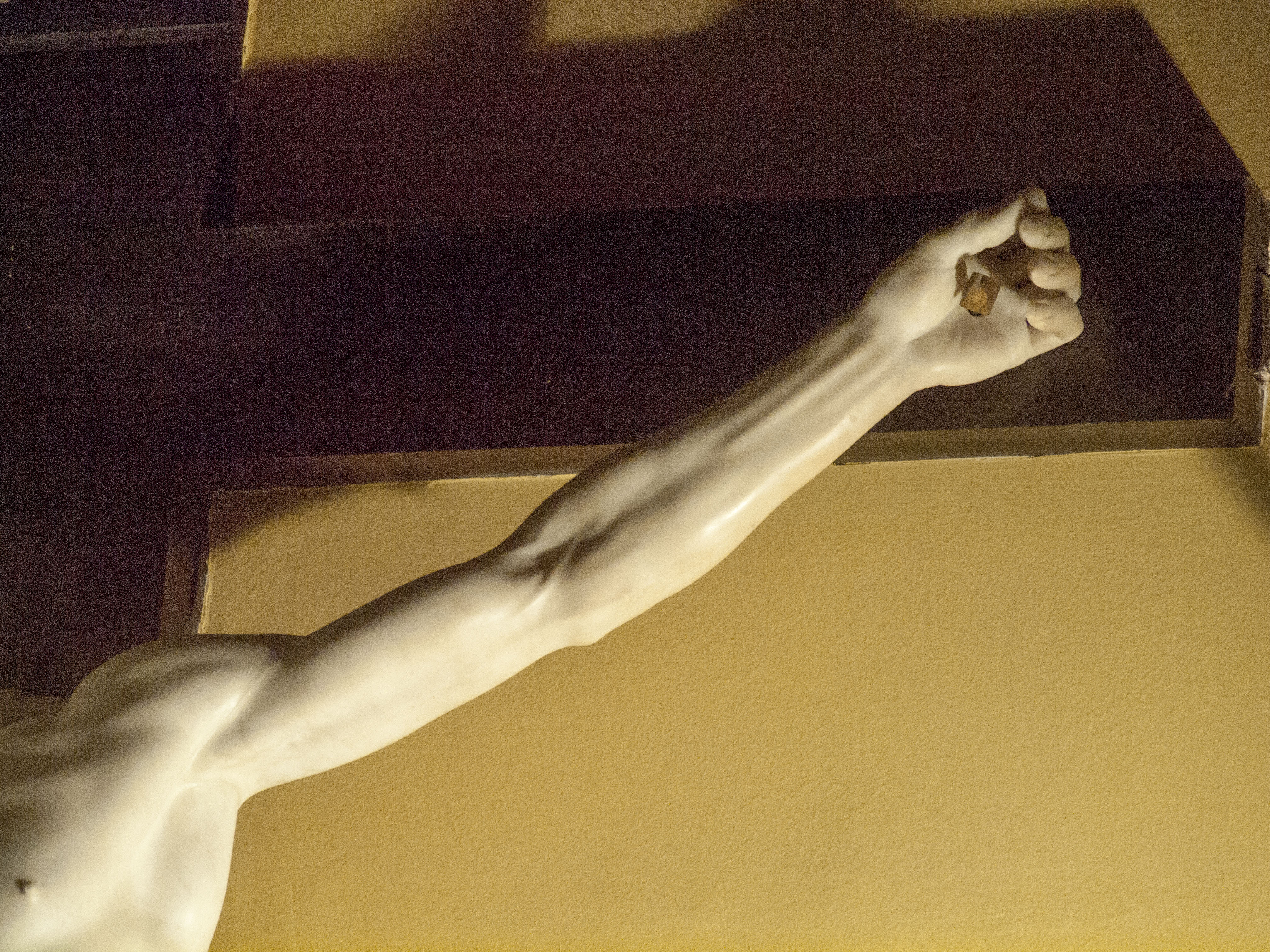
Crucifijo de Cellini. Detalle del brazo izquierdo

El Crucifijo de Benvenuto Cellini es una representación escultórica del Cristo crucificado realizada por Benvenuto Cellini en mármol blanco de Carrara entre 1559 y 1562. Se exhibe actualmente en la Basílica de El Escorial, sobre una cruz de mármol negro superpuesta sobre otra de madera. En una decisión audaz para la época, Cellini representó la figura en desnudo integral, sin el habitual paño de pureza (perizonium), si bien por cuestiones de pudor religioso se suele exhibir con los genitales cubiertos.
Sus medidas son de 184 centímetros de altura y 186 centímetros de envergadura. Tiene en su pie esta inscripción:

BENUEN
UTUS.CEL
LINUS.CIU
IS.FLORE
NT.FACIER
AT.MDLXII

La cabeza está ligeramente inclinada hacia la derecha y no lleva corona de espinas. La anatomía está realizada con un gran realismo.
La representación de Cristo desnudo es muy poco frecuente, pero tiene ejemplos destacados, como los debidos a Miguel Ángel (Crucifijo del Santo Spirito y otros que también han sido objeto de censura púdica -fresco del Juicio Final de la Capilla Sixtina y la escultura denominada Cristo de la Minerva-).

## Historia
Cellini decidió ejecutar esta obra como cumplimiento de un voto inspirado por un sueño que tuvo en el año 1539, encontrándose preso en el Castillo Sant'Angelo por orden del papa Paulo III. Según cuenta el propio artista en sus memorias, en ese sueño tuvo esta visión:

Parecíame aqueste sol sin sus rayos ni más ni menos como un baño de oro purísimo licuado. Mientras que contemplaba yo aquesta gran cosa, vi comenzar a hinchar en medio del sol y crecer aquesta forma de dicho abultamiento, y formase de pronto un Cristo en cruz, de la misma sustancia que era el sol. Y era tanta su hermosa gracia y tan benignísimo su aspecto, cual el ingenio humano no podría imaginarse una milésima parte.

Pasados veinte años, el escultor se decidió a cumplir su promesa, con la intención de que la escultura fuera puesta en su tumba. Sin embargo, por una petición del duque Cosme I de Médici, que la vio en su taller y le propuso comprársela, pasó a formar parte de la colección del Palacio Pitti.
En 1576, el crucifijo fue regalado por el gran duque de la Toscana Francisco I de Médici al rey Felipe II de España, y enviado especialmente desde Florencia para «remate a su iglesia de San Lorenzo del Escorial». El jerónimo de ese monasterio fray Antonio de Villacastín lo describe así:
En 9 de noviembre de 1576 el rey don Felipe, nuestro fundador, envió a mandar fuesen al Pardo, donde estaba de presente, por un Crucifixo que allí había llegado que se le envió el gran Duque de Toscana. Batista Cabrera partió luego con cincuenta hombres que le trujesen a hombros, y así se hizo. Llegó aquí a San Lorenzo el Real el santo Crucifixo víspera de San Martín, 11 de noviembre del dicho año. Púsose en el Capítulo, en el hueco de la puerta, hasta que su Majestad otra cosa mande. Nota: que el que hizo este Cristo escribió un libro que se intitula Benevenuto Celino, del modo que se ha de tener para labrar en mármor, en el cual libro trata el trabajo que tuvo en labralle y la curiosidad conque le acabó y cómo es la primero pieza de crucifijo que se ha labrado hasta este día. Tiene también el dicho libro la cabo dél dos sonetos en toscano, admirables
Tras una restauración del año 1994, el Cristo fue colocado en la capilla de los Doctores, en la parte izquierda de los pies de la Basílica, continuando púdicamente tapado con un paño.